# جان اسپیازو
جان اسپیازو (انگلیسی: Jon Aspiazu؛ زادهٔ ۵ نوامبر ۱۹۶۲) بازیکن فوتبال اهل اسپانیا است.
از باشگاه‌هایی که در آن بازی کرده‌است می‌توان به باشگاه فوتبال هرکولس، باشگاه فوتبال اتلتیک بیلبائو، باشگاه فوتبال دپورتیوو لاکرونیا، و باشگاه فوتبال اتلتیک بیلبائو بی اشاره کرد.